# راندال هولكومب
راندال غريغوري هولكومب (بالإنجليزية: Randall Gregory Holcombe)‏ هو فيلسوف واقتصادي ومؤرخ أمريكي، ولد في 1950.